# Strandlabdarúgás
A strandlabdarúgás egy labdajáték, melyet homokon játszanak. Az első próbaeseményt 1992-ben rendezték Los Angelesben. Ezen a tornán tökéletesítették a szabályokat, melyek alapvetően azóta is változatlanok. Látványos sportág. 
A játék elődjét a brazil tengerpartokon játszották és miután felkarolták rövid idő alatt népszerűvé vált szerte a világon. 
Korábbi ismert nagypályás labdarúgók, mint Míchel, Julio Salinas, Éric Cantona, Romário, Zico is népszerűsítették a játékot.
Az első világbajnokságot 1995-ben rendezték Rio de Janeiroban, Brazíliában.

## Szabályok
- A játéktér hosszúkás, téglalap alakú, hossza 35–37 méter, szélessége 26–28 méter. A játéktérnek homoknak kell lennie. Az oldalvonalak vastag szalaggal vannak megjelölve.
- Két csapat vesz részt a mérkőzésen. A játéktéren egy időben maximum 5 játékos tartózkodhat. Kötelező kapust megnevezni, a játékosokat pedig számozott mezzel ellátni.
- A cserejátékosok száma 7 fő, cserelehetőségeket korlátlan számban lehet végrehajtani. A mérkőzés kezdetén legalább 3 játékosnak a pályán kell tartózkodnia. ha bármelyik csapat létszáma kiállítások, sérülések következtében kettőre csökken, a mérkőzést be kell fejezni.
- A játékidő háromszor 12 perc, a szünet nem lehet több 1 percnél.
- Mindkét csapat jogosult 1 perces időkérésre félidőnként.
- Csak közvetlen szabadrúgás van.
- A büntetőrúgást, 8 méterről, a büntetőpontról kell elvégezni, Büntetőrúgáskor csak a kapus tartózkodhat a büntetőterületen belül. Valamennyi játékosnak, kivéve a rúgó játékost, legalább öt méter távolságra kell elhelyezkedni a labdától. A büntetőrúgást végző játékosnak a labdát előre kell rúgnia és ő már csak akkor rúghat ismét labdába, ha közben már egy másik játékos is hozzáért.
- Bedobásból, berúgásból közvetlenül nem lehet gólt elérni, amennyiben mégis a hálóba kerül a labda, úgy kapus kidobással kell folytatnia a játékot.
- A kapuskidobásból közvetlenül gólt nem lehet elérni. A kapus a saját csapattársától feléje szándékosan lábbal hazaadott labdát csak lábbal játszhatja meg. A kapus gólt csak úgy érhet el ha már játékba került a labda és egy másik csapattársa által kapta azt vissza.
- Személyi hiba: minden olyan vétség esetén, amiért szabadrúgás jár, a vétkes játékos személyi hibapontot kap. Ha egy játékos összegyűjt egy mérkőzés folyamán a négy (4) személyi hibapontot, akkor az adott mérkőzésen tovább nem szerepelhet, de helyére azonnal beállhat csapattársai közül valaki. A csapaton belüli egyéni személyi hibák összege adja a csapathibapontok számát. Ha egy csapat egy félidőben összegyűjtött öt (5) személyi hibát, akkor az ellenfél sorfal nélkül, nyolc (8) méterről büntetőrúgást rúghat. Az első büntető az ötödik személyi hiba begyűjtésével jár és ezt követően minden szabálytalanság után, de csak is nyolc méterről. Az újabb félidő elkezdésekor a csapat személyi hibapontokat újra kezdik számolni.

## Nemzetközi tornák
FIFA (Nemzetközi Labdarúgó-szövetség)
- Strandlabdarúgó-világbajnokság

### Kontinentális tornák
AFC (Ázsiai Labdarúgó-szövetség)
- AFC-strandlabdarúgó-bajnokság

CAF (Afrikai Labdarúgó-szövetség)
- CAF-strandlabdarúgó-bajnokság

CONMEBOL (Dél-amerikai Labdarúgó-szövetség)
- CONMEBOL-strandlabdarúgó-bajnokság

CONCACAF (Észak- és Közép-amerikai, Karibi Labdarúgó-szövetségek Konföderációja)
- CONCACAF-strandlabdarúgó-bajnokság

OFC (Óceániai Labdarúgó-szövetség)
- OFC-strandlabdarúgó-bajnokság

UEFA (Európai Labdarúgó-szövetség)
- Európai strandlabdarúgó-kupa
- Európai strandlabdarúgó-liga
- Európai győztesek-kupája (Klubcsapatok számára)